# Мурат Монкеулы
Мурат Монкеулы (каз. Мұрат Мөңкеұлы; 1843, ныне село Карабау, Кызылкогинский район, Атырауская область — 1906, ныне село Орлик, Индерский район, Атырауская область) — казахский акын, айтыскер.

## Биография

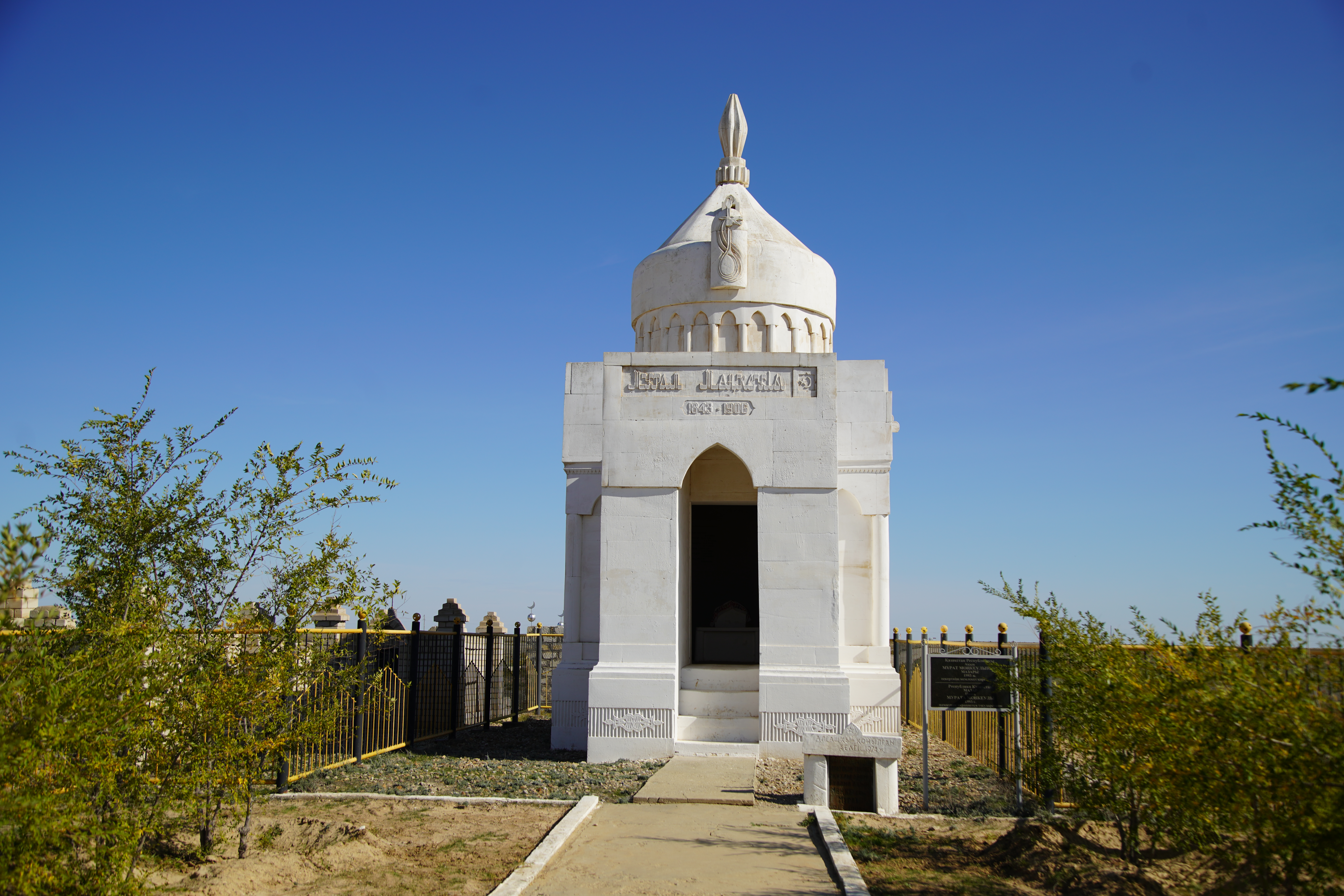
Мавзолей Мурата Монкеулы

Происходит из подрода каратокай рода бериш племени байулы.
В семь лет остался сиротой, воспитывался у дяди Матая. В детстве обучился арабской грамоте у аульного муллы. В 1860 г. встретился с акыном Жиликши, после этого начал свой творческий путь. В 1863 г. одержал победы в айтысах с Бала Ораз акыном и Жаскелен акыном. Участвовал в айтысах с Калниязом, Жантолы, Тыныштыком, Шолпан и другими акынами.
Сохранились черновики трех его произведений. Благодаря Монкеулы до наших дней дошли труды Махамбета Утемисова. Творчество Мурата Монкеулы изучалось Х. Досмухамедовым, С. Сейфуллиным, М. Ауэзовым, С. Мукановым, А. Токмаганбетовым, К. Жумалиевым.

## Значимые песни-толгауи поэмы
- «Во времени обманном, бренном»
- «О мир, суетный, скоротечный»
- «Смерть»
- «Үш қиян»
- «Сарыарқа»
- «Қарасай-Қази»
- «Қазтуған»

## Основные издания
- «Мұрат ақынның Ғұмар Қазиұлына айтқаны» (Казань, 1908),
- «Ақын» (Казань, 1912),
- «Мұрат ақынның сөздері» (Ташкент, 1924),
- «Бес ғасыр жырлайды» (1989),
- «Алқаласа әлеумет» (1991)